# Австралійська кухня
Австралійська кухня — історично заснована на англійській кухні. Однак в останні 20–30 років вона увібрала в себе численні впливи кухонь всього світу і стала однією з найрізноманітніших у світі.

## Традиції
Сучасна австралійська кухня — це сполучення абсолютно різних місцевих традицій. Азійські спеції, такі як лимонна трава, коріандр, чилі й кардамон, можуть входити в традиційні місцеві страви. У той же час азійська кухня заміняє частину традиційних східних інгредієнтів на австралійські аналоги. Мариноване філе з яловичини з каррі-шпинатом, з beetroot (густий соус із буряком), смажена груша із шафрановою palenta (кукурудзяне борошно) — суміш індійського і європейського стилю й інгредієнтів.
Австралія багата рибою. Крім відомих на європейському узбережжі, тут водиться багато місцевих видів: шнепер, барракуда, вайтбейт. Мідії майже невідомі австралійській кухні, зате широко використовуються устриці й лангусти.
І риба, і м'ясо вживаються в основному в смаженому й запеченому виді, іноді в тушкованому. Багато фаршированих страв. Дуже цікавий і досить розповсюджений в Австралії спосіб смаження риби: на тліюче вугілля кладуть товстий шар трави, на нього рибу, потім знову шар трави, і покривають вугіллями.
Основним гарніром і компонентом багатьох страв є рис, але про овочі кулінари також не забувають. Для готування страв австралійці використовують тропічні фрукти: ін'ям, таро, папая, банани, ананаси. Найбільше поширення з овочів мають помідори. Всі страви рясно приправляються спеціями.

## Типові страви
- Веджимайт — паштет з доволі незвичним смаком, що звичайно наноситься на тости
- М'ясні пиріжки (meat pie)
- Сосиски у тісті (sausage rolls)
- Торт «Павлова»
- М'ясо екзотичних австралійських тварин:
  - Кенгуру
  - Страуси
  - Опосуми
  - Баррамунда

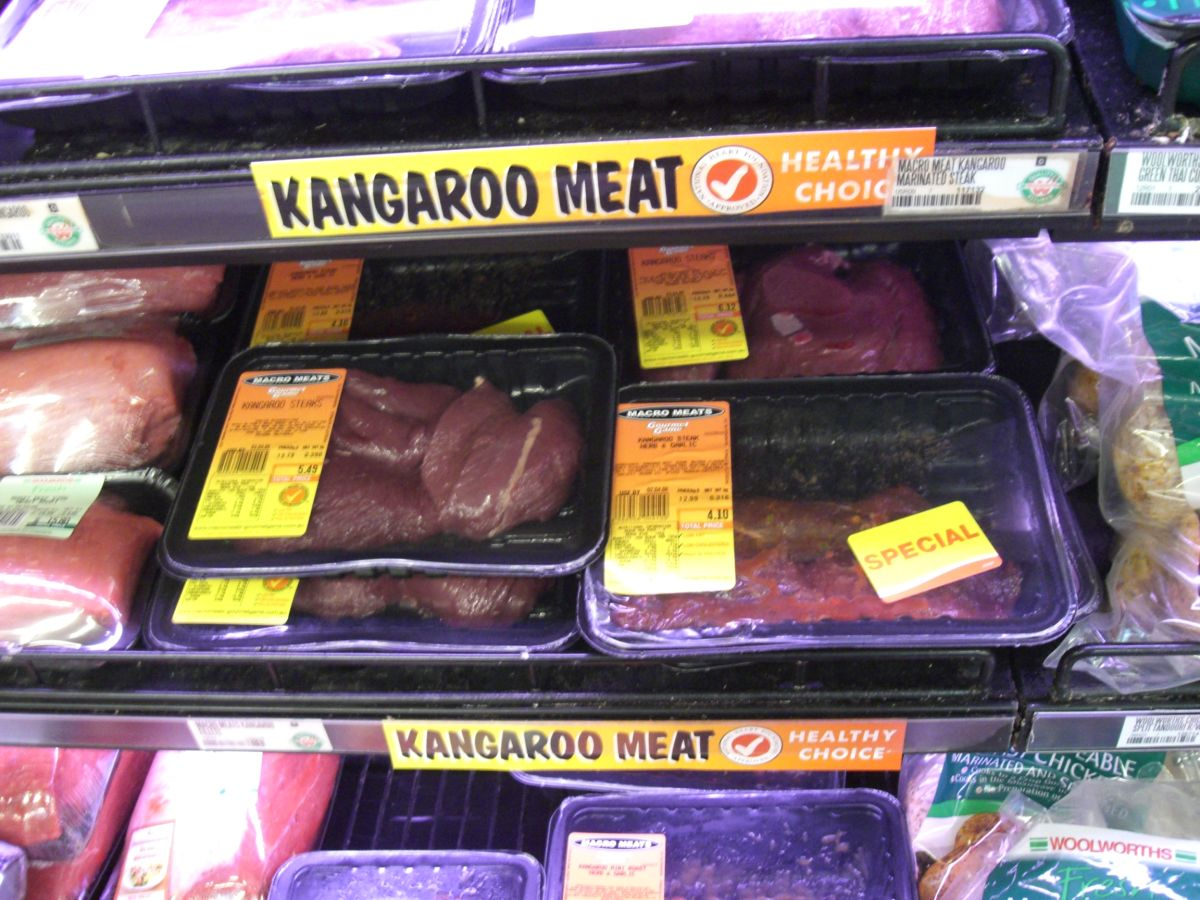
М'ясо кенгуру
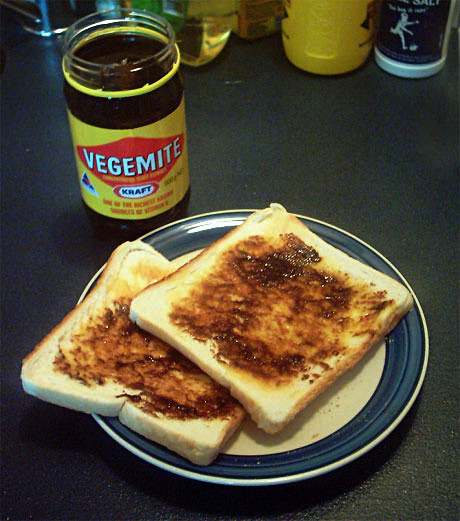
Веджимайт на тостах
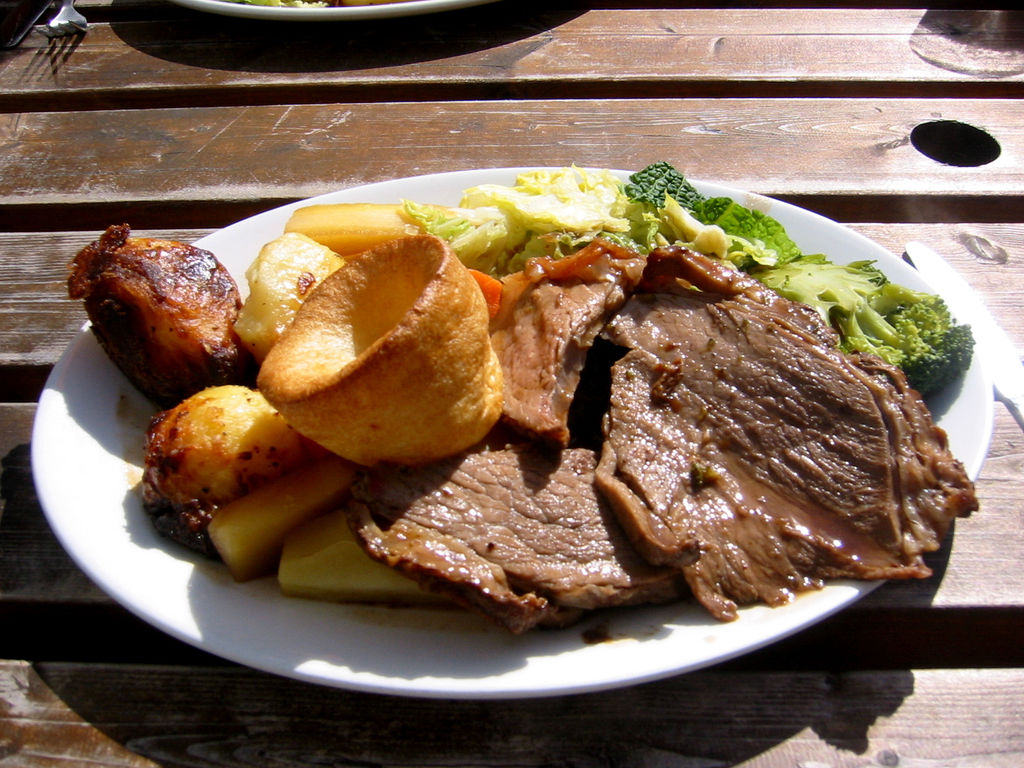
Недільна смаженя — ростбіф, картопля, інші овочі та йоркширський пудинг
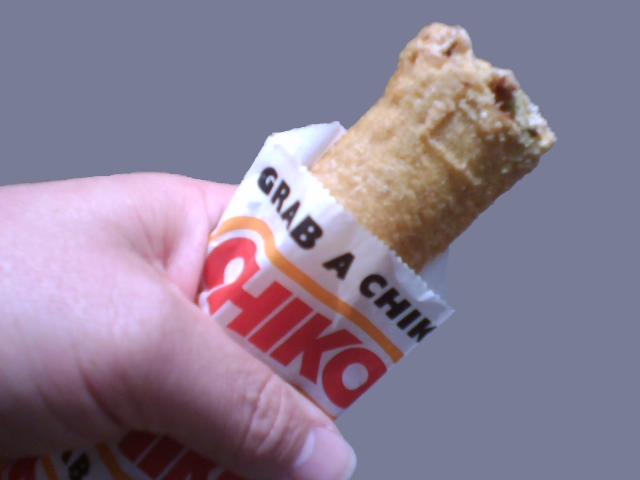
Чико-ролл
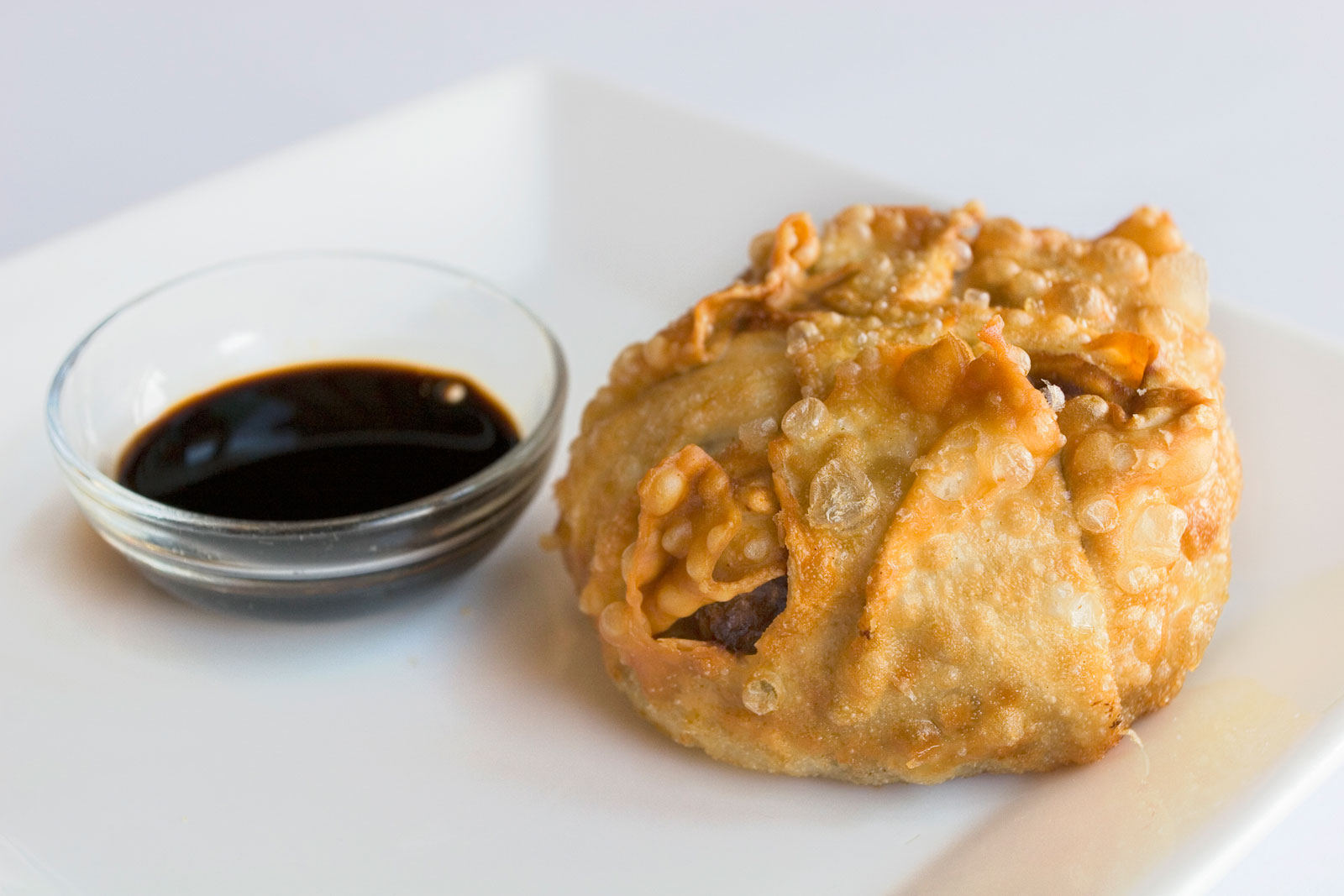
Смажений дім-сім із соєвим соусом
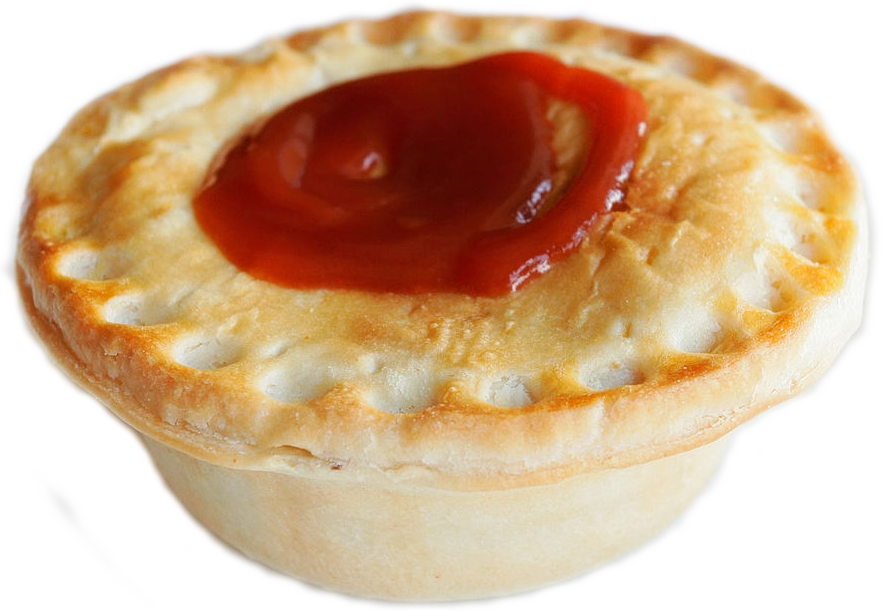
Австралійський м'ясний пиріг

## Десерти

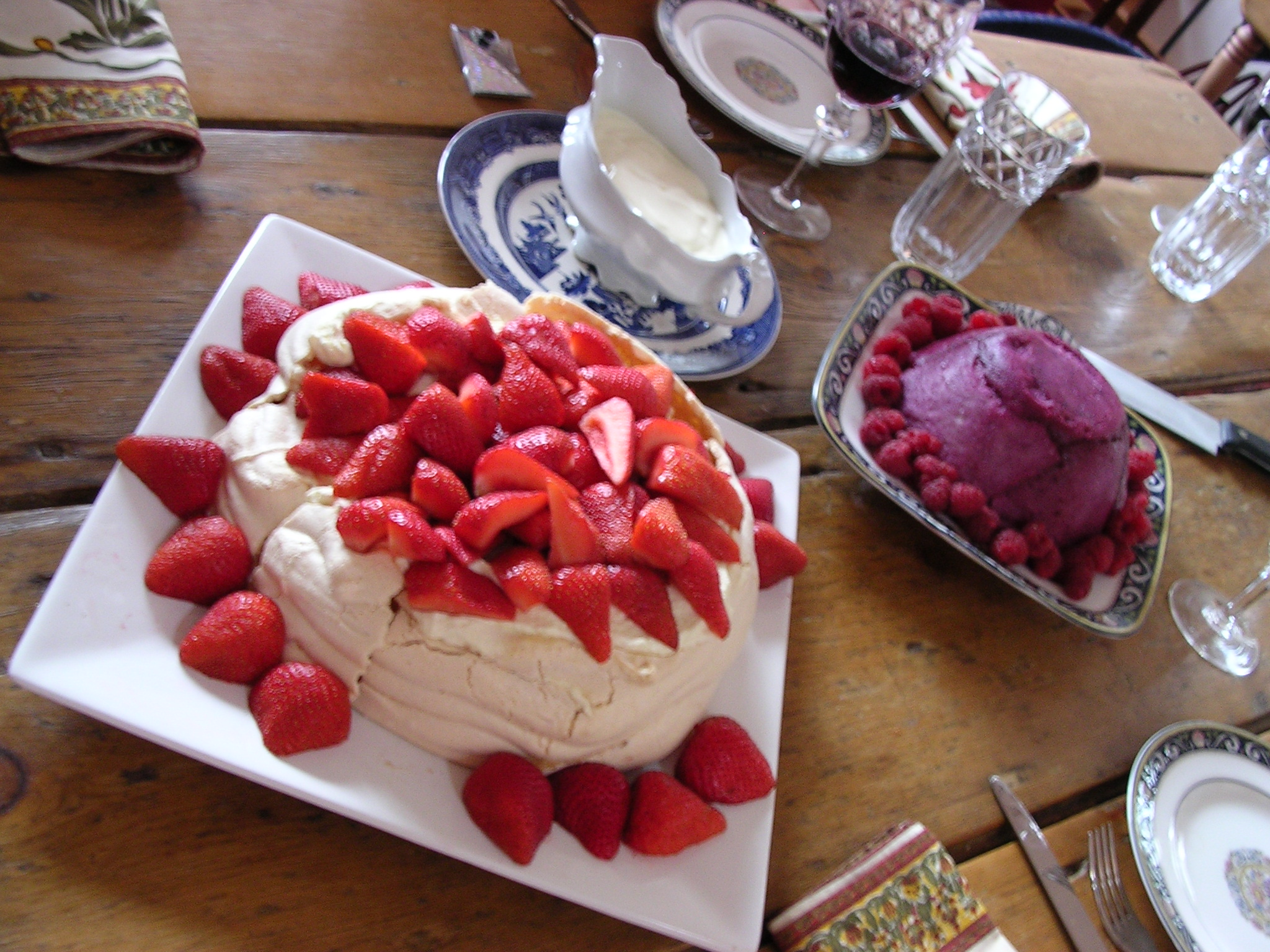
Десерт «Павлова»
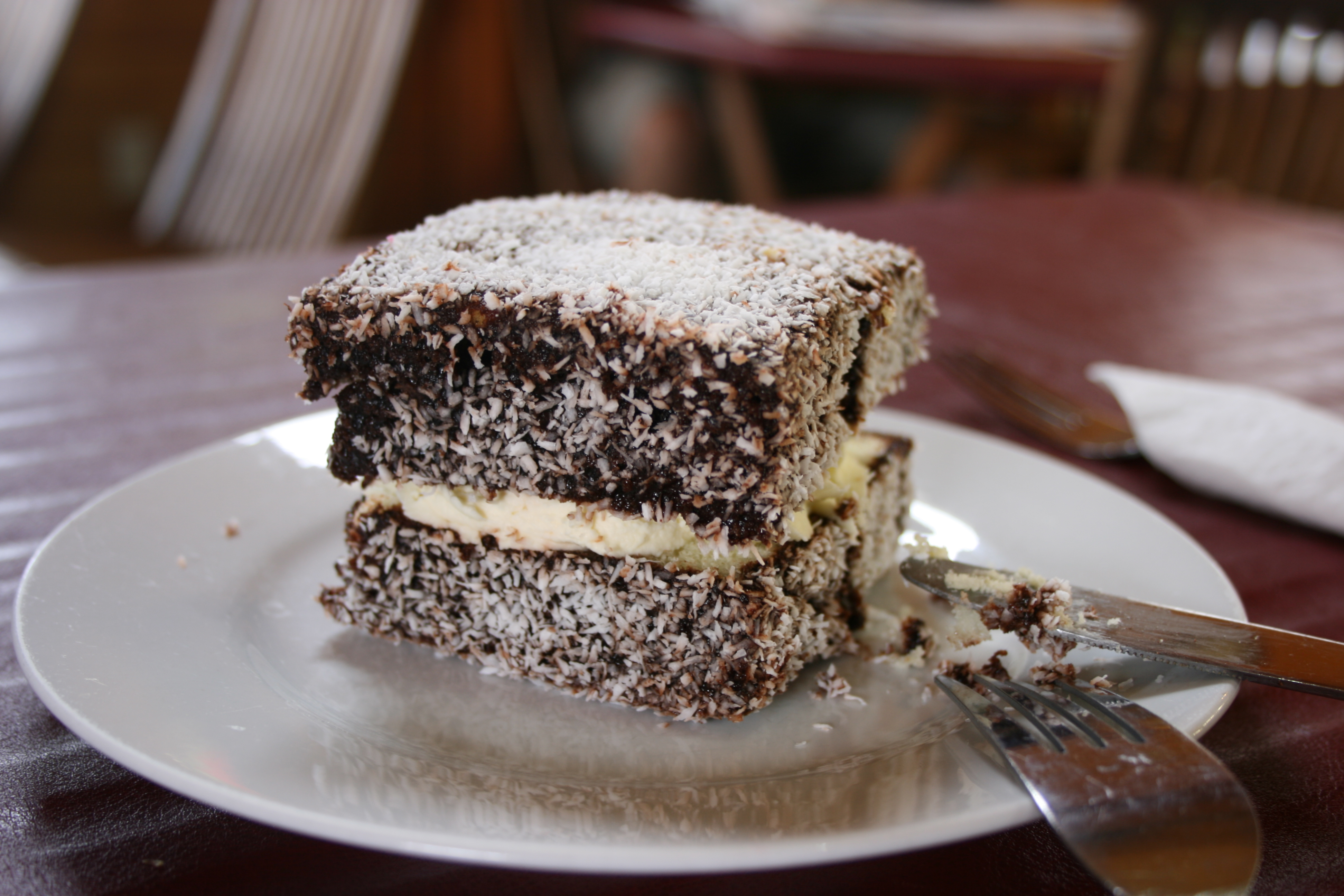
Ламінгтон
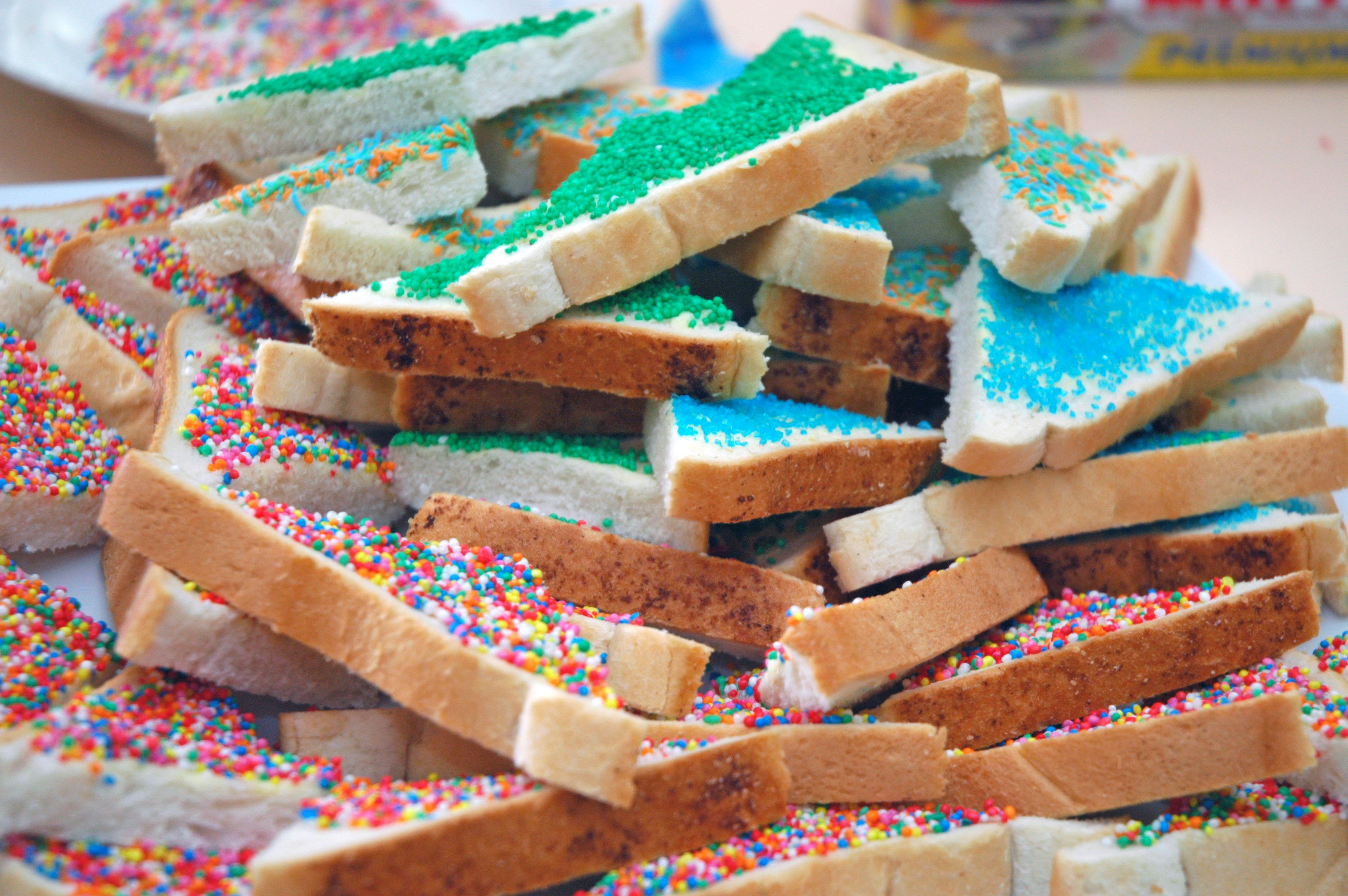
Чарівний хліб

## Напої
Австралійці люблять чай. П'ють також каву, молоко, фруктову воду, пиво. Прохолодні напої виготовляють із фруктових соків з додаванням лимона, листів м'яти й імбиру. Дуже популярні молочні коктейлі й морозиво.

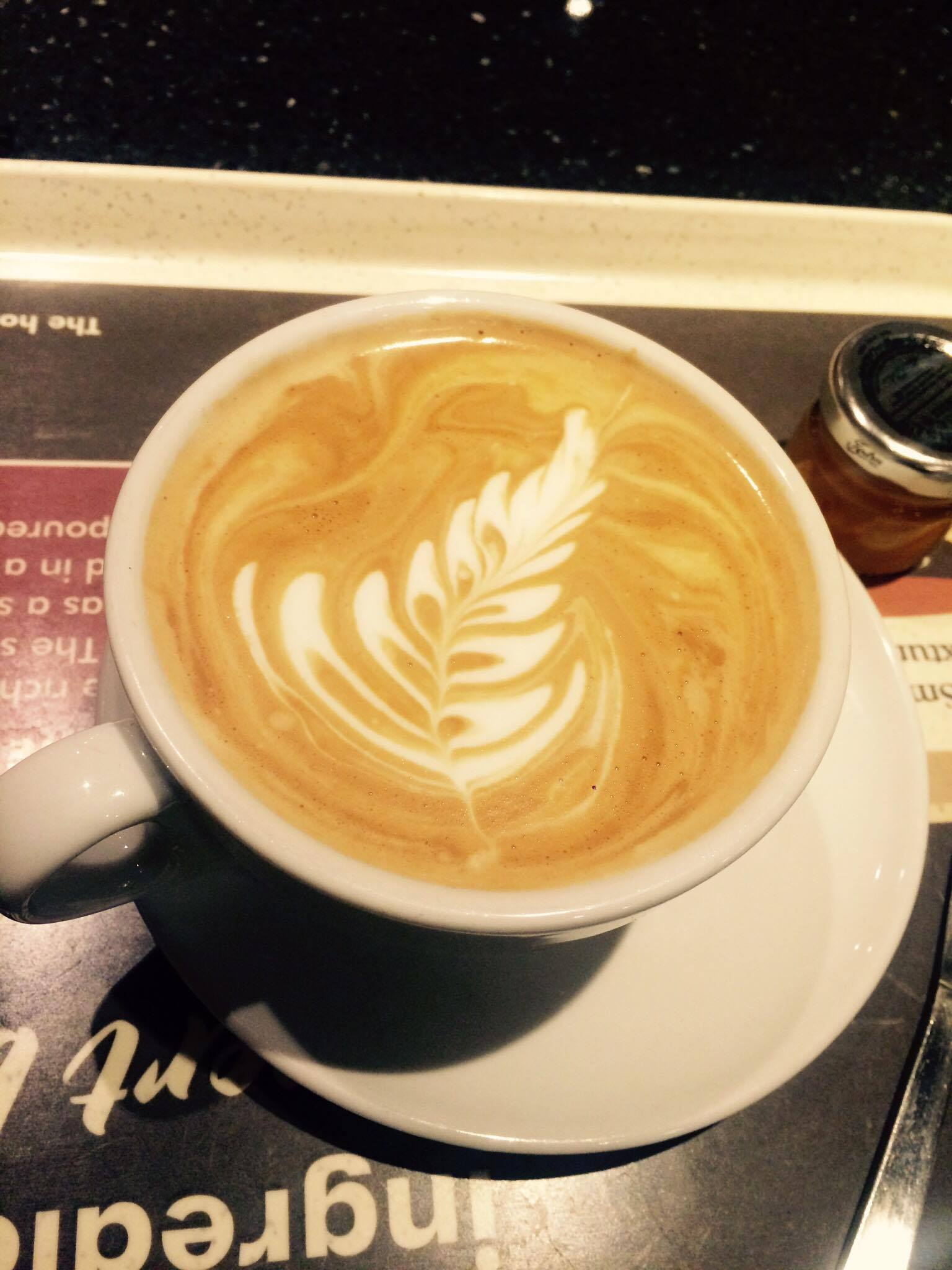
Флет-вайт
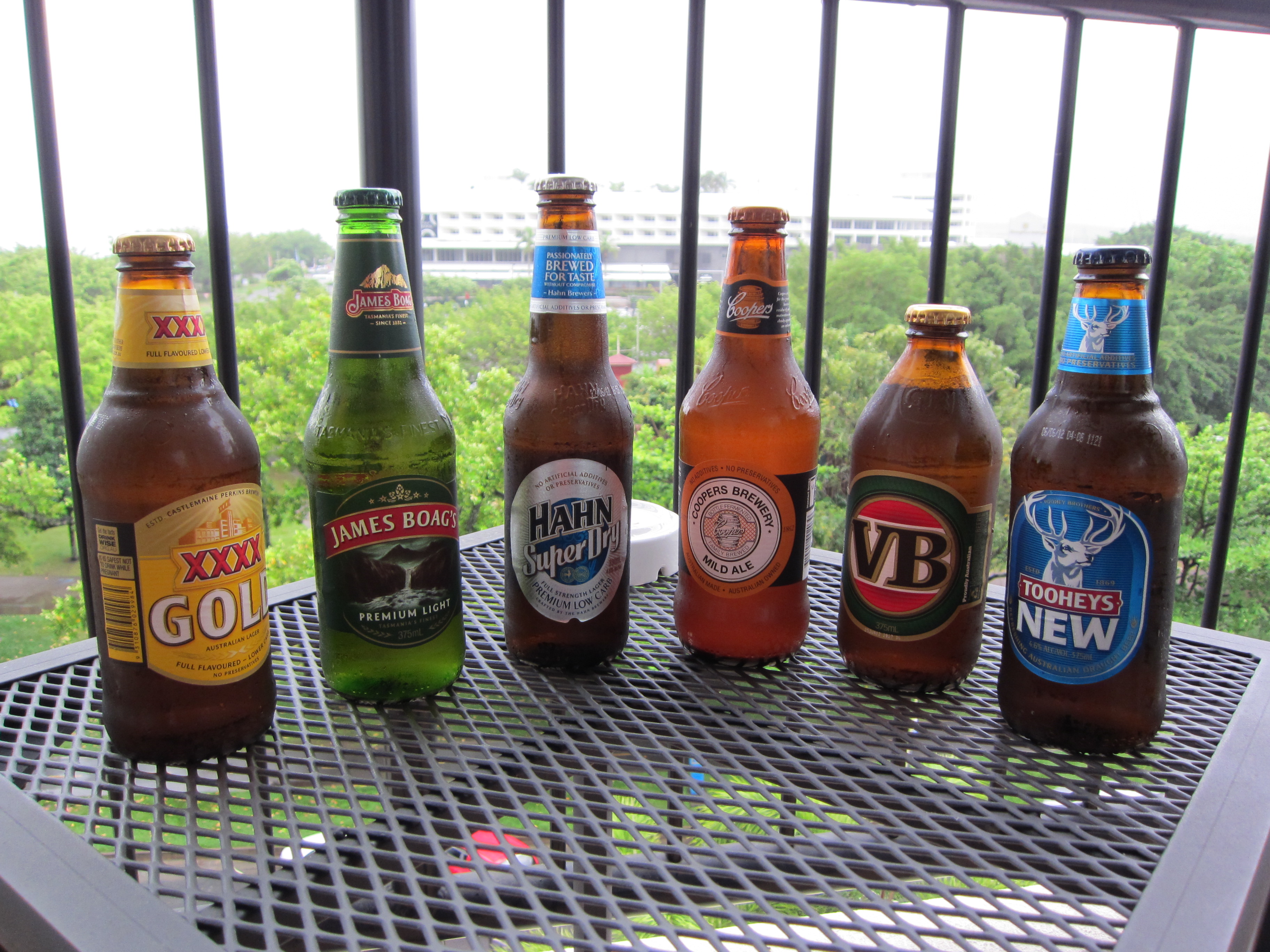
Найпопулярніші австралійські сорта пива 2012 року